# 暴蛭
暴蛭是2010年在秘鲁发现的一种水蛭，身长可达约7厘米，上颌具有大型的牙齿，缺少下颌，生殖器十分微小。如同其近亲鼻蛭，暴蛭亦可寄生于哺乳动物（包括人类）的黏膜尤其是鼻腔黏膜。